# Ljungå kapell
Ljungå kapell är ett kapell som ligger vid Ljungå gamla sågverk i Hällesjö socken i Bräcke kommun. Kapellet ägs och förvaltas av SCA, medan Hällesjö-Håsjö församling ansvarar för gudstjänsterna.

## Kyrkobyggnaden
1865 uppfördes ett kapell för sågverksarbetarna i Ljungå. En begravningsplats tillkom något år senare. 1 maj 1898 brann både kapell och klockstapel ned. Nuvarande träkapell i nationalromantisk stil uppfördes 1907-1909 efter ritningar av arkitekt Rudolf Arborelius. En större renovering genomfördes 1980.

### Webbkällor
- Bräcke turism